# Henk Laros

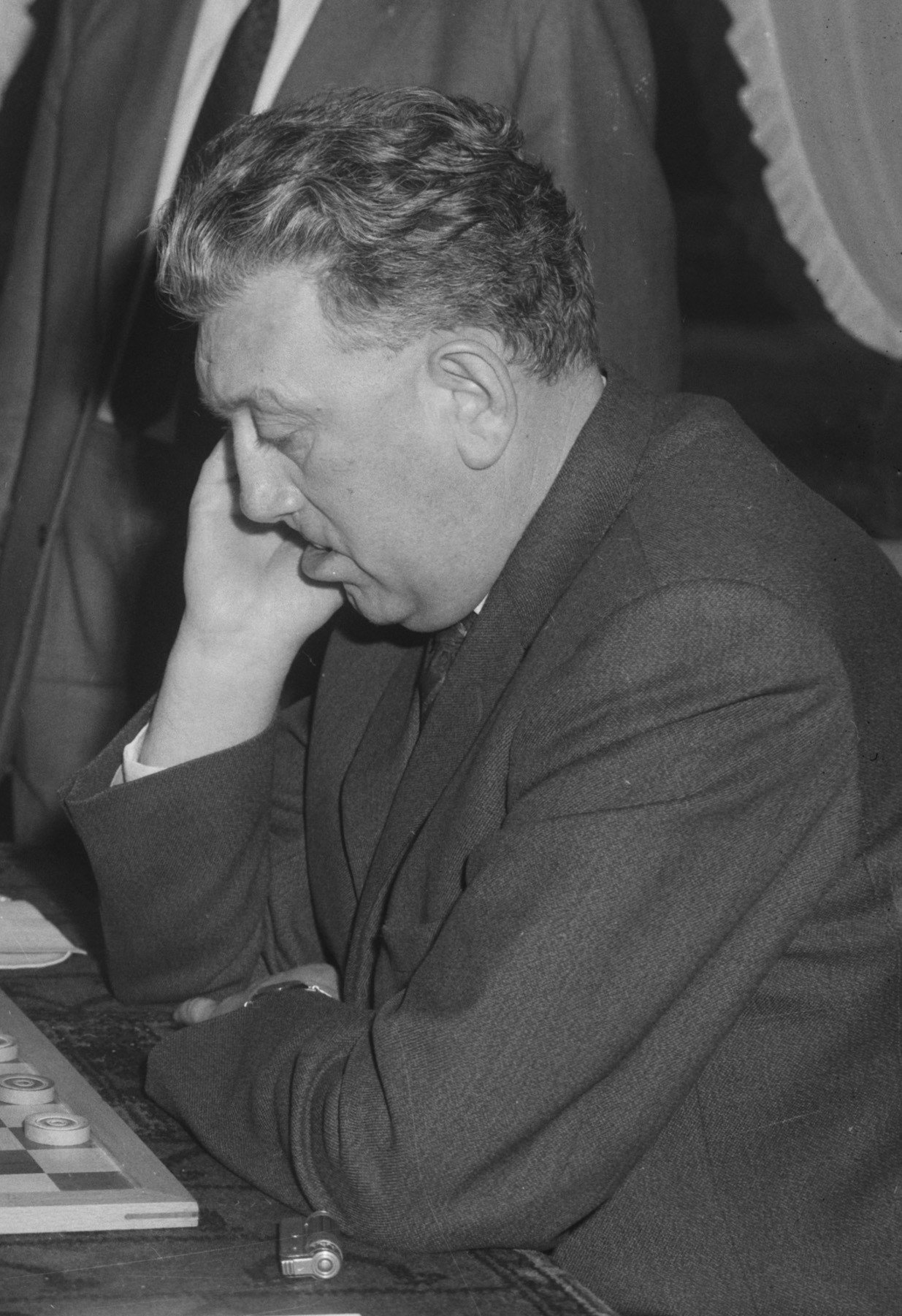
Henk Laros tijdens het NK dammen 1964.

Henk Laros (5 februari 1919 - 12 februari 1986) was een Nederlands dammer die negenmaal meedeed aan het Nederlands kampioenschap dammen. Hij werd tweemaal tweede. Laros was nationaal meester.

## Nederlands kampioenschap
Laros deed 9 keer mee aan het Nederlands kampioenschap. Hij behaalde tweemaal, in 1948 en 1955, de tweede plaats. De volledige resultaten van Laros tijdens het Nederlands kampioenschap:
- NK 1948 - tweede met 17 punten uit 13 wedstrijden achter Piet Roozenburg.
- NK 1949 - gedeelde negende plaats met 13 punten uit 14 wedstrijden.
- NK 1951 - zesde plaats met 10 punten uit 10 wedstrijden.
- NK 1952 - gedeelde vierde plaats met 12 punten uit 11 wedstrijden.
- NK 1953 - achtste plaats met 12 punten uit 13 wedstrijden.
- NK 1954 - vierde plaats met 17 punten uit 13 wedstrijden.
- NK 1955 - gedeelde eerste plaats samen met Reinier Cornelis Keller, met 15 punten uit 12 wedstrijden. Er volgden twee tweekampen, deze eindigden beiden in een gelijkspel. Toen werd besloten dat de eerste die won de titel kreeg, na 10 wedstrijden won R.C. Keller.
- NK 1957 - gedeelde negende plaats met 16 punten uit 15 wedstrijden.
- NK 1964 - gedeelde zevende plaats met 15 punten uit 15 wedstrijden.

## Wereldkampioenschappen
Laros deed eenmaal mee aan het toernooi om de wereldtitel:
- WK 1948 - vijfde plaats, achter Piet Roozenburg, R.C. Keller, Ghestem en Oscar Verpoest, met 22 punten uit 20 wedstrijden.